# Двойной простой узел
Двойно́й просто́й у́зел (англ. Double Overhand Knot) — контрольный узел в альпинизме, который завязывают на альпинистской верёвке после основного узла и часто ошибочно называют «половиной грейпвайна». В «Книге узлов Эшли» узел описан под номером 516 и названием Double Overhand Knot («двойной простой» узел), если используют в качестве сто́порного узла в морском деле. Если узел используют для утяжеления на концах тросов плети при казни называют Blood Knot («кровавым» узлом). Кровавый узел мог быть завязан двойным простым узлом, тройным, четверным. Является основой для завязывания соединяющего узла «грейпвайн» (двойного рыбацкого узла) и узла «баррел» (двойного бегущего простого узла). Стопорный двойной простой узел, который завязывают на опоре превращается в крепёжный узел и называют «питоновым» узлом.

## Способ завязывания
Существуют 2 способа завязывания узла:
- Завязать простой узел, но с дополнительным полуузлом
- Обернуть тремя или более шлагами ходовым концом троса вокруг коренного и вдеть конец внутрь шлагов

## Признаки
Плюсы
- Узел — надёжный

Минусы
- Трудно и долго развязывать

## Применение
В альпинизме
В альпинизме узел часто ошибочно называют «половиной грейпвайна».
- Альпинисты используют в качестве контрольного узла, предотвращающего развязывание восьмёрки в самостраховке по причине переменных нагрузок[21][12][22]
- Также используют как сто́порный узел[23] на конце верёвки, предотвращающий выскальзывание конца верёвки из спускового устройства[24]

Иного применения не находит.
В морском деле
- Для ввязывания риф-штертов в парус (завязывают на тросе по обеим сторонам от паруса)[25]
- В морском деле двойной простой узел применяют в качестве стопорного узла на ходовом конце троса
- Для утяжеления тросов плети для казни, и тогда называют «кровавым» узлом[15]

В быту
- В портняжном и переплётном делах узел применяют для утолщения конца нити, то есть как стопорный узел[26][27]

## Фотогалерея
- двойной простой узел на конце верёвки, применяемый в альпинизме как стопорный
- двойной простой узел, применяемый в альпинизме как контрольный, завязанный на верёвке после основного узла
- двойной простой узел, применяемый в спелеотуризме как основной, завязанный ходовым концом верёвки на коренном, и образующий удавку на карабине
- способ завязывания тройного простого узла — один из способов завязывания